# Ogéviller
Ogéviller ist eine französische Gemeinde mit 279 Einwohnern (Stand 1. Januar 2022) im Département Meurthe-et-Moselle in der Region Grand Est (vor 2016 Lothringen). Sie gehört zum Arrondissement Lunéville und zum Kanton Baccarat. Die Einwohner nennen sich Ogévillois(es).

## Geografie
Die Gemeinde liegt etwa 43 Kilometer südöstlich von Nancy im Süden des Départements Meurthe-et-Moselle. Nachbargemeinden sind Herbéviller im Nordosten und Osten, Réclonville im Südosten, Buriville im Südwesten und Westen sowie Fréménil im Nordwesten. Der Fluss Verdurette durchquert die Gemeinde und bildet streckenweise die Gemeindegrenze.

## Geschichte
Die heutige Gemeinde wurde 1152 unter dem lateinischen Namen Ogeriivillare cum ecclesia in einem Dokument der Abtei Senones erstmals erwähnt. In einer Urkundensammlung tauchte 1301 der Name Ogieviler auf. Spätestens im 12. Jahrhundert entstand ein Schloss. Verschiedene Lehensherren verwalteten von diesen Schloss aus den Ort. Ort und Schloss wurden 1587 von Deutschen Reitern unter dem Kommando des Herzogs de Bouillon eingenommen. Kardinal Richelieu ordnete den Abbau aller militärischen Befestigungen an. 1635 wurden Schloss und Ort im Dreißigjährigen Krieg schwer verwüstet. Ogéviller gehörte zur Vogtei Lunéville und somit zum Herzogtum Lothringen, das 1766 an Frankreich fiel. Bis zur Französischen Revolution lag die Gemeinde dann im Grand-gouvernement de Lorraine-et-Barrois. In den wirren Zeiten der Französischen Revolution wurde die Überreste des Schlosses geplündert und die Steine für Privatbauten verwendet. In den beiden Weltkriegen kam es wiederum zu Zerstörungen. Von 1793 bis 1801 war die Gemeinde dem Distrikt Blâmont zugeteilt. Von 1801 bis 2015 war die Gemeinde in den Kanton Blâmont eingegliedert. Seit 1801 ist sie dem Arrondissement Lunéville zugeordnet. Die Gemeinde lag bis 1871 im alten Département Meurthe. Frühere Namensvarianten für Ogéviller waren im 19. Jahrhundert Juviller und Ogeviller.

## Bevölkerungsentwicklung
| Jahr                       | 1962 | 1968 | 1975 | 1982 | 1990 | 1999 | 2007 | 2019 |
| Einwohner                  | 279  | 305  | 300  | 300  | 281  | 289  | 301  | 279  |
| Quellen: Cassini und INSEE |      |      |      |      |      |      |      |      |

## Verkehr
Nördlich von Ogéviller führt die N4 vorbei. Der nächstgelegene Anschluss ist rund 2 km nordwestlich in Bénaménil. Für den regionalen Verkehr ist die D400 wichtig, die durch das Dorf führt.

## Sehenswürdigkeiten
- Dorfkirche Saint-Georges aus dem 18. Jahrhundert
- zwei Wegkreuze aus dem 18. und 19. Jahrhundert
- Denkmal und Gedenkplatte für die Gefallenen[1][2]
- zwei Turmruinen; letzte Überbleibsel des Schlosses

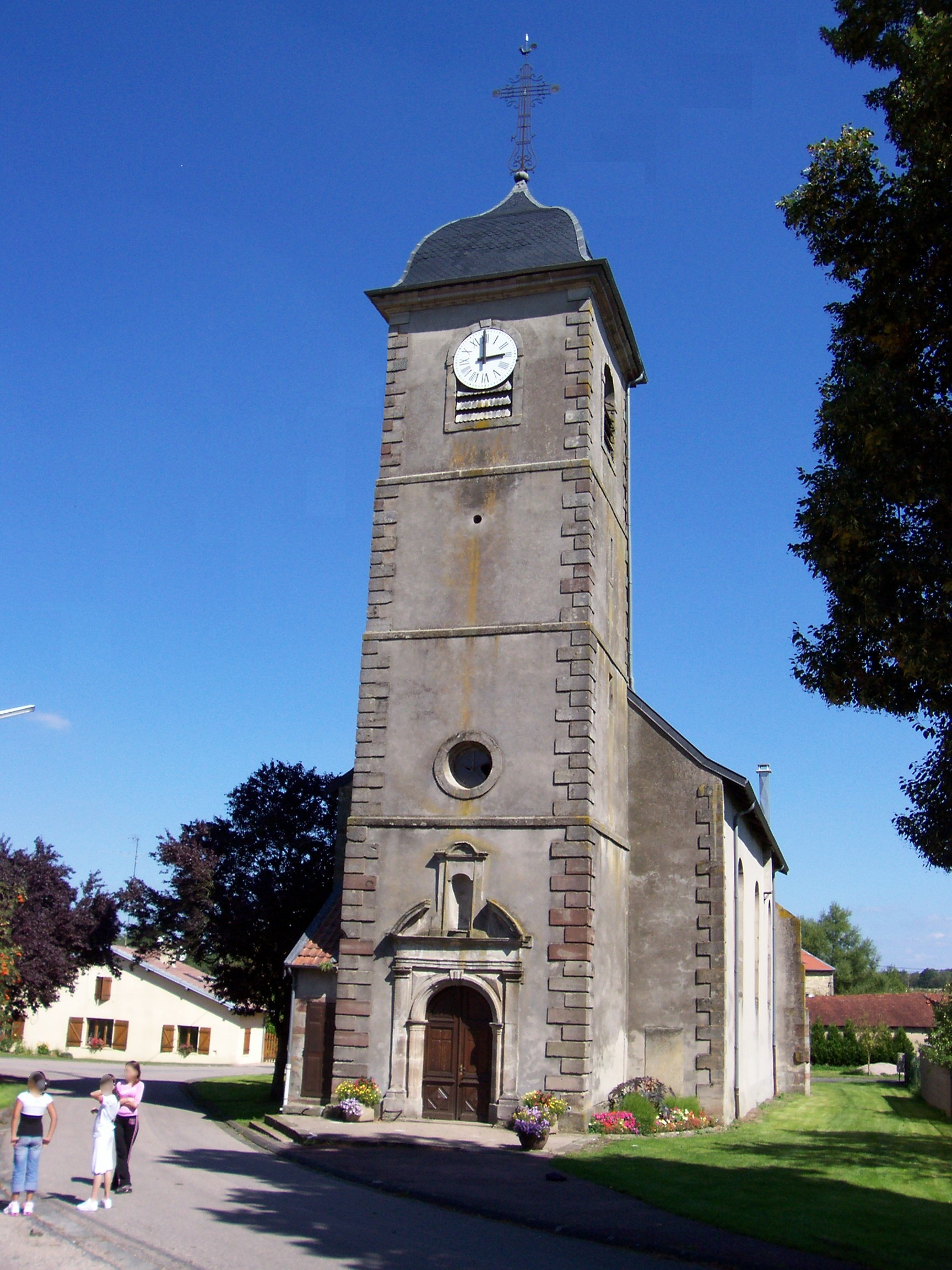
Dorfkirche Saint-Georges
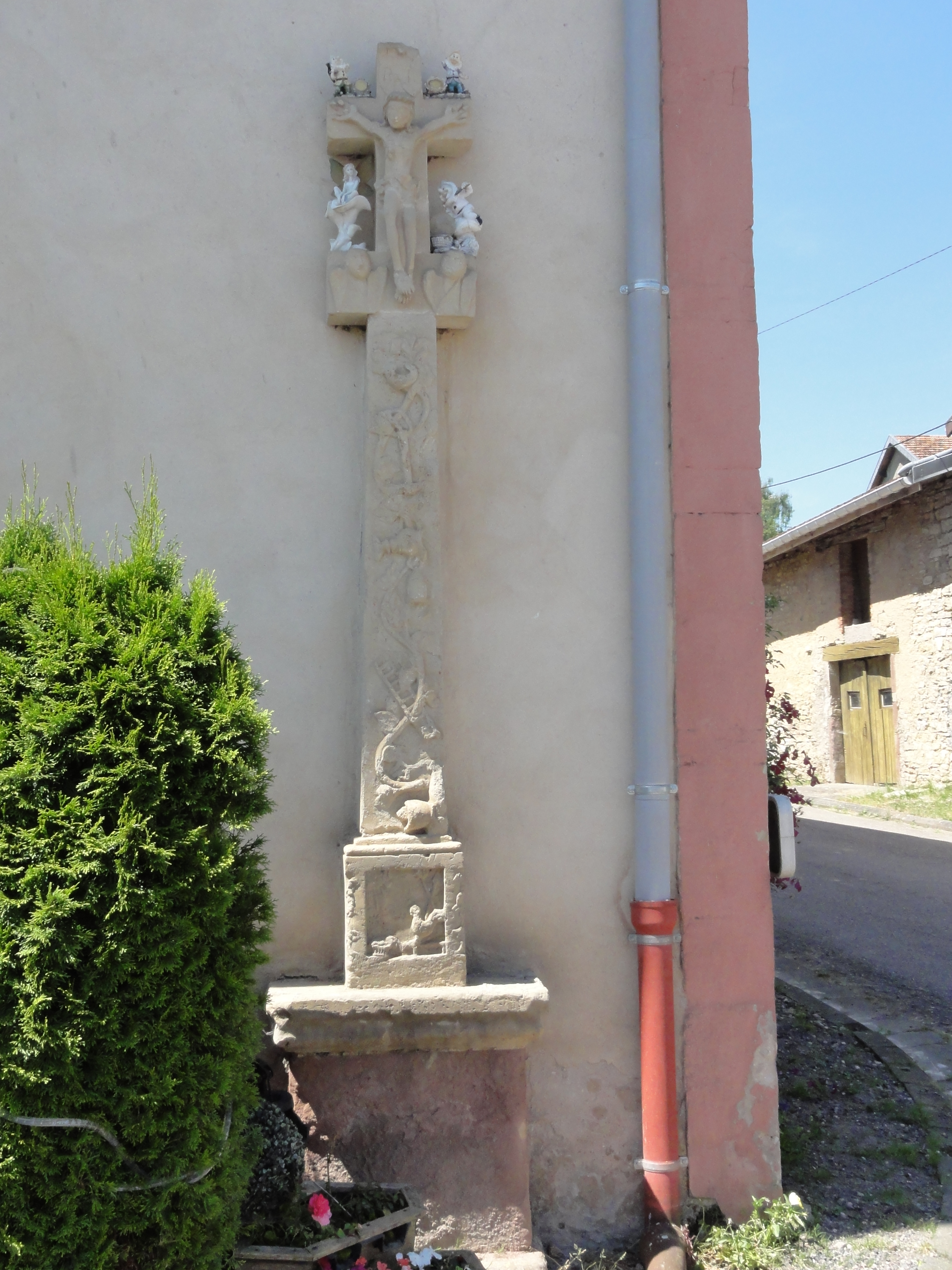
Eines der Wegkreuze
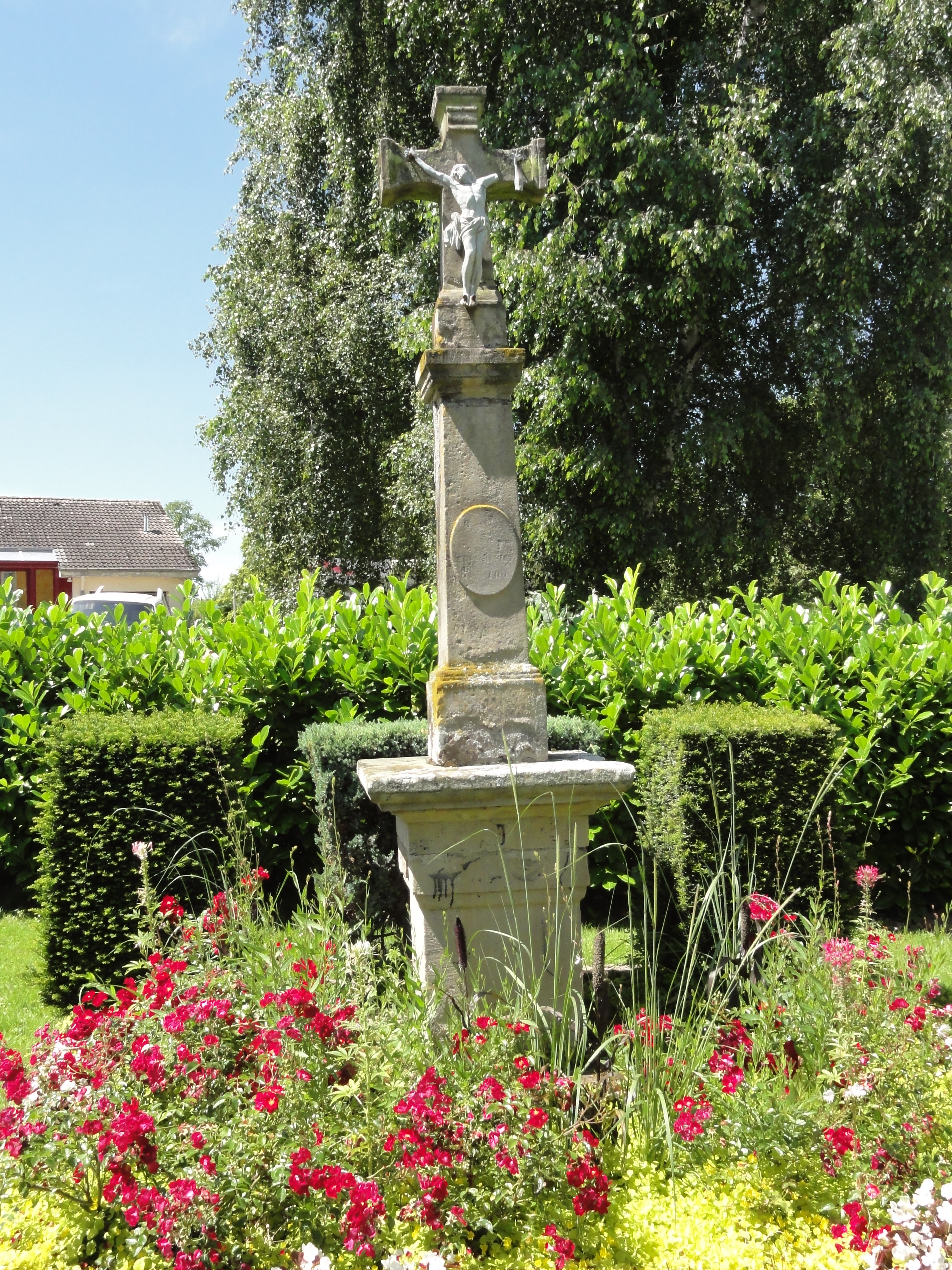
Ein weiteres Wegkreuz
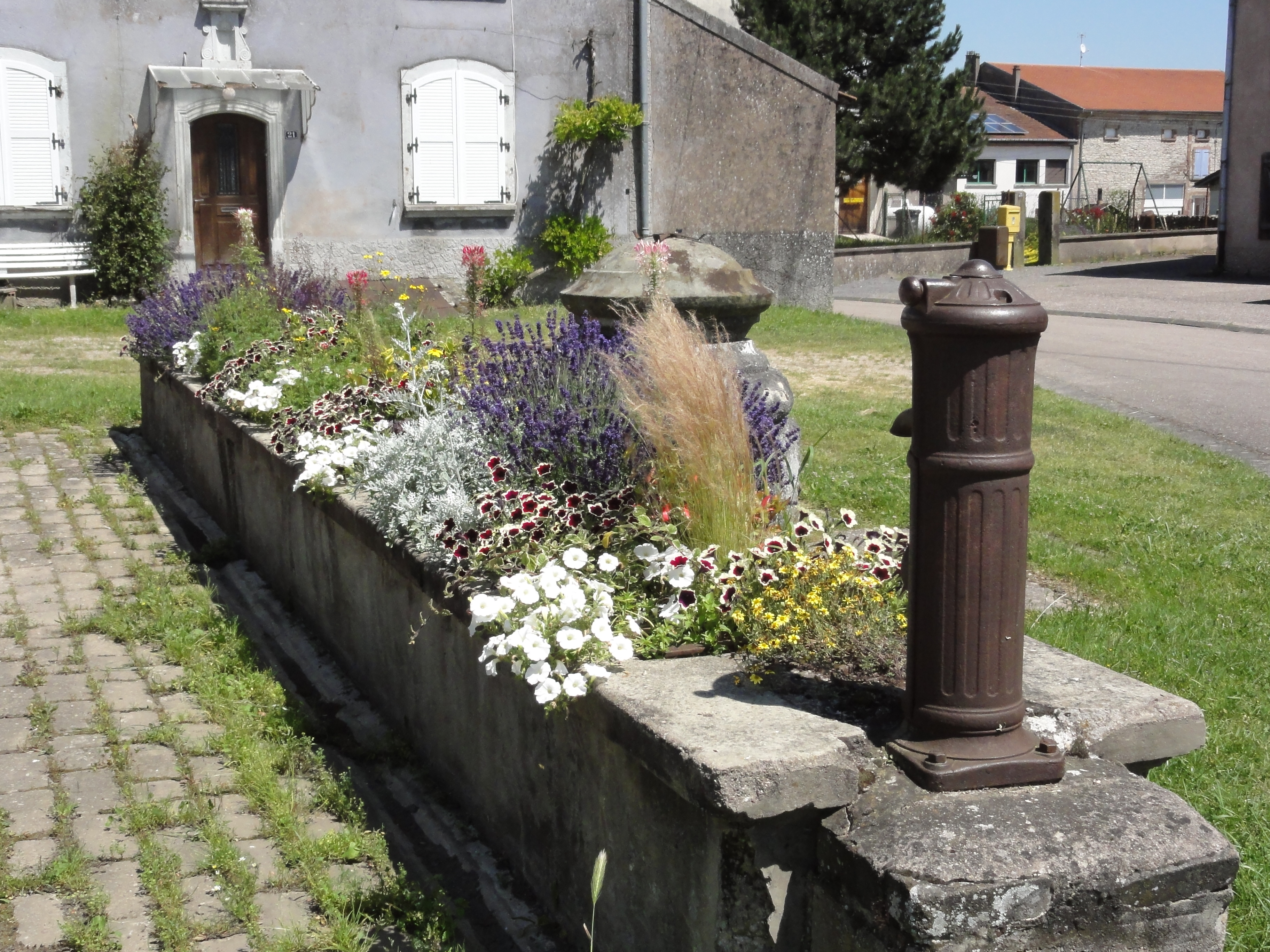
Geschmückter Dorfbrunnen